# إطار التشغيل البيني للمدارس (المملكة المتحدة)
يعد إطار عمل قابلية التشغيل البيني للمدارس أو إطار عمل قابلية التّشغيل البيني للأنظمة (المملكة المتّحدة) أو SIF بمثابة مواصفات مفتوحة لمشاركة البيانات للمؤسّسات الأكاديميّة بدءًا من رياض الأطفال وحتى القوى العاملة. يتمّ استخدام هذه المواصفات بشكل أساسيّ في الولايات المتّحدة وكندا والمملكة المتّحدة وأستراليا ونيوزيلندا؛ ومع ذلك، يتمّ تنفيذه بشكل متزايد في دولة الهند وأماكن أخرى.
تتكون المواصفات من جزأين: مواصفات لغة التوصيف القابلة للتوسعة XML لنمذجة البيانات التّعليمية الخاصّة بالمنطقة التّعليمية (مثل أمريكا الشمالية أو أستراليا أو المملكة المتحدة)، والبنية الموجهة نحو الخدمة (SOA) القائمة على نماذج RESTful المباشرة والمشتركة لمشاركة تلك البيانات بين المؤسسات، وهي دولية ومشتركة بين المناطق.
SIF ليس منتجًا، ولكنّه مبادرة صناعيّة تمكّن التّطبيقات المتنوعة من التّفاعل ومشاركة البيانات. اعتبارًا من مارس 2007 تمّ استخدامه في أكثر من 48 ولاية أمريكية و6 دول، ويدعم خمسة ملايين طالب.
تمّ بدء المواصفات وصيانتها من قبل هيئة المواصفات الخاصّة بها، وهي رابطة إطار عمل التّشغيل البيني للمدارس، والّتي أعيدت تسميتها بمجتمع الوصول للتّعلم (A4L) في عام 2015.

## تاريخ
تقليديًّا، تتمتّع التّطبيقات المستقّلة الّتي تستخدمها المناطق التّعليمية العامّة بحدود عزل البيانات؛ أي أنّه من الصّعب الوصول إلى بياناتهم ومشاركتها. يؤدّي هذا غالبًا إلى إدخال بيانات زائدة عن الحاجة، ومشاكل في سلامة البيانات ، وإعداد تقارير غير فعّالة أو غير كاملة. في مثل هذه الحالات، يمكن أن تظهر معلومات الطّالب في أماكن متعدّدة ولكنّها قد لا تكون متطابقة، على سبيل المثال، أو قد يعمل صنّاع القرار بمعلومات غير كاملة أو غير دقيقة. يواجه العديد من منسقي تكنولوجيا المناطق والمواقع أيضًا زيادة في مشاكل الدّعم الفنّي من صيانة العديد من الأنظمة الخاصّة. تمّ إنشاء SIF لحل هذه المشكلات.
بدأ إطار عمل قابلية التّشغيل البيني للمدارس (SIF) كمبادرة دعمتها ميكروسوفت في البداية لإنشاء "مخطّط لقابلية التّشغيل البيني للبرامج التّعليمية والوصول إلى البيانات". لقد تمّ تصميمها لتكون مبادرة تعتمد على نقاط القوّة لدى المورّدين الرّائدين في سوق الرّوضة وحتّى الصّف الثّاني عشر لتمكين متخصّصي تكنولوجيا المعلومات في المدارس من بناء أنظمتهم وإدارتها وتحديثها. وقد تمّ اعتماده من قبل ما يقرب من 20 من كبار بائعي معلومات الطّلاب والمكتبات والنقل وتطبيقات خدمات الطّعام والمزيد. بدأت المواقع التّجريبية الأولى في صيف عام 1999، وبدأت أولى المنتجات المعتمدة على SIF في الظّهور في عام 2000.
في البداية لم يكن من الواضح أيّ نهج سيصبح المعيار الوطنيّ في الولايات المتّحدة. كان كل من SIF و EDI يتنافسان على هذا الدور في عام 2000، لكن SIF بدأت في أخذ زمام المبادرة في عام 2002 أو نحو ذلك. في عام 2000، عقدت جمعيّة مجالس المدارس الوطنيّة حلقة نقاش خلال اجتماعها السّنوي ناقشت فيه موضوع SIF.
عام 2007، دافعت شركة بيكتا في المملكة المتّحدة عن اعتماد SIF كمعيار وطني من أجل تبادل بيانات المدارس.
عام 2008 أُعلن أنّ المعيار في المملكة المتّحدة سيُعرف باسم "إطار عمل قابليّة التّشغيل البيني للأنظمة". ويعكس هذا نيّة المملكة المتّحدة بتطوير SIF لاستخدامه في منظّمات أخرى خارج نطاق المدارس فقط.

## أعضاء
يتم دعم مواصفات SIF من قبل مجتمع الوصول لمجتمع التعلم A4L. يتعاون أعضاء A4L في مجموعة متنوّعة من الحلول والمعايير التّقنية الّتي تشمل، على سبيل المثال لا الحصر، إطار عمل إمكانية التّشغيل البيني للمدارس.
يشمل الأعضاء المقاطعات والولايات والبائعين والمنظّمات غير الرّبحية والوكالات الحكوميّة المختلفة.

## نقد
يواجه SIF كل الّحديات الّتي تأتي مع أي مواصفات بنية خدمية SOA ونموذج البيانات. عند بناء المواصفات عبر الإجماع، لا يكون الجميع سعداء دائمًا، وفي بعض الأحيان لا يكون المنتج النّهائي مثاليًّا. نظرًا أيضًا لجميع الأجزاء المتحرّكة في تصميم مشروع K12 بأكمله، فإنّ المواصفات تحتوي على العديد من نقاط الفشل المحتملة. وهذا لا يقتصر على SIF ولكن على أيّ نظام آلي على مستوى السّجل ينقل البيانات الموحّدة من مصدر إلى آخر في بيئة غير متجانسة. لقد كانت قابليّة التّشغيل البيني المبتكرة وسهولة الاستخدام والتّنفيذ جزءًا من التّركيز الذي استمرّ لمدة 12 إلى 18 شهرًا من عام 2007 وحتى عام 2009.

## كيف يعمل SIF
يعتمد SIF على استخدام وسيط يسمّى خادم تكامل المنطقة (ZIS) لإدارة الاتّصال بين التطبيقات. يسمح SIF 3.x وSIF 2.8+ بالاتصال الوسيط والمباشر بين التّطبيقات.

### توسطت
بدلاً من أن يحاول كل بائع تطبيق إعداد اتّصال منفصل لكل تطبيق آخر، قامت SIF بتحديد مجموعة القواعد والتّعريفات لمشاركة البيانات داخل "منطقة SIF" أو البيئة الّتي تعدّ مجموعة منطقيّة من التّطبيقات الّتي يتمّ فيها تطبيق البرنامج يتواصل الوكلاء مع بعضهم البعض من خلال نقطة اتّصال مركزيّة. تتمّ إدارة المناطق بواسطة وسيط بيانات مؤسّسي يسمّى أحيانًا خادم تكامل المنطقة (ZIS). يمكن لـ ZIS واحد إدارة مناطق متعدّدة. ومع ذلك، تدعم مواصفات البنية التّحتية الحاليّة اتّصالات RESTful مباشرة بين التّطبيقات و/أو استخدام بيئة وسيطة.
تنتقل البيانات بين التّطبيقات كسلسلة من الرّسائل والاستعلامات والأحداث القياسية المكتوبة بلغة XML أو JSON ويتمّ إرسالها باستخدام بروتوكولات الإنترنت. تحدّد مواصفات SIF مثل هذه الأحداث و"تصميم التحركات" الّذي يسمح للبيانات بالتّحرك ذهابًا وإيابًا بين التّطبيقات.

### مباشر
يسمح SIF المباشر لأحد التّطبيقات بالاتّصال مباشرة بآخر عبر مكالمات REST البسيطة لموارد PUT أو POST أو GET أو DELETE. يعد هذا مثاليًّا للبيئات البسيطة الّتي تضمّ لاعبين أو ربّما ثلاثة حيث لا تكون تصميمات التحركات المعقّدة ضروريّة. يعد التّنفيذ أسهل من البيئة الوسيطة في المواقف المكوّنة من عقدتين أو ثلاث عقد.

### رمز الواجهة
وكلاء SIF عبارة عن أجزاء من البرامج الموجودة إمّا داخل التّطبيق أو مثبّتة بجانبه. يعمل وكلاء SIF كامتداد لكلّ تطبيق ويعملون كوسيط بين تطبيق البرنامج ومنطقة SIF. في البيئات الّتي يتمّ فيها الوساطة، يقوم الوسيط بتتبّع الوكلاء المسجّلين في البيئة ومناطقها وإدارة المعاملات بين الوكلاء، مما يمكنهم من توفير البيانات والاستجابة للطّلبات. يتحكّم الوسيط في جميع عمليّات الوصول والتّوجيه والأمن داخل النّظام. إنّ توحيد سلوك الوكلاء والوسيط يعني أنّ SIF يمكنها إضافة وظائف قياسيّة إلى المنطقة ببساطة عن طريق إضافة التّطبيقات التي تدعم SIF مع مرور الوقت.

### إمكانية التشغيل البيني العمودي
"قابلية التّشغيل البيني العمودي" هي حالة يتواصل فيها وكلاء SIF على مستويات مختلفة من المؤسّسة باستخدام منطقة SIF. تتضمن قابليّة التّشغيل البيني العمودي جمع البيانات من وكلاء متعدّدين (للأعلى) أو نشر المعلومات إلى وكلاء متعدّدين (للأسفل). على سبيل المثال، قد يستمع مستودع البيانات على مستوى الولاية إلى التّغييرات في مستودعات البيانات على مستوى المنطقة ويقوم بتحديث قاعدة البيانات الخاصّة به وفقًا لذلك. أو قد ترغب جهة حكوميّة في نشر بيانات شهادة المعلّم إلى المناطق. الأجزاء الثّلاثة من مواصفات SIF الّتي تتعامل مباشرة مع إمكانيّة التّشغيل البيني العمودي هي كائن محدد موقع الطّالب، وكائن التّقارير العمودية، وكائن مستودع البيانات. ومن الأمثلة الجيّدة على ذلك وكيل مستشارون القرن SIS الّذي يعمل مع وكيل بيرسون SLF لإرسال بيانات الطّلاب إلى الوكالة الحكومية والحصول على معرفات اختبار الطّلاب في المقابل.

## SIF فيما يتعلق بالمعايير الأخرى
تمّ تصميم SIF قبل أن تكون معايير REST وSOAP ومساحات الأسماء ومعايير خدمة الويب ناضجة كما هي اليوم. فهو يحتوي على SOA قوي تمّ فحصه أكثر من مواصفات SOAP الحاليّة ولكنّه لا يستخدم معايّير SOAP أو WS. بدأت مواصفات خدمات الويب 2.0 SIF عمليّة الانضمام إلى هذين العالمين، وتكمل مواصفات البنية التّحتية 3.0 التحوّل إلى مواصفات SOA باستخدام أدوات حديثة.
تسمح مواصفات خدمات الويب 2.0 بهياكل مراسلة XML أكثر عموميّة والّتي توجد عادةً في أنظمة مراسلة المؤسّسات الّتي تستخدم مفهوم ناقل خدمة المؤسّسة. تمّ تصميم معايير خدمة الويب أيضًا لدعم الواجهات العامّة الآمنة ويمكن لأجهزة XML تسهيل عمليّة الإعداد والتّكوين. تسمح مواصفات خدمات الويب SIF 2.0 باستخدام خدمات الويب للتّواصل داخل وخارج المنطقة.
تسمح البنية التّحتية 3.0 بنقل أيّ حمولة بيانات من خلالها وهي مصمّمة وفقًا لأنماط تصميم RESTful. فهو يسمح بالتّبادلات الوسيطة والمباشرة بطريقة RESTful باستخدام حمولات XML أو JSON.

### CEDS
بدءًا من SIF 3.0، تعتمد مواصفات SIF بالكامل- ما لم يكن ذلك مستحيلًا أو غير عمليّ- على معايير بيانات التّعليم المشتركة (CEDS) فيما يتعلّق بمفرداتها وتعريف العناصر الخاضعة للرّقابة. وهذا يسمح لها بنقل CEDS عبر السّلك وتكون متوافقة مع مجموعات البيانات الأخرى المتوافقة مع CEDS.

### ليس (أستراليا)
يدعم LISS القياسي المماثل تكامل البائعين "داخل" موقع المدرسة. يتغلّب هذا على بعض القيود حيث تختار المدرسة استخدام خادم تكامل المنطقة (ليس شرطًا في تطبيقات SIF 3.x) LISS معيار قابلية التّشغيل البيني خفيف الوزن للمدارس يربط بشكل أساسيّ وحدات "محليّة" أصغر، مثل الجدول الزّمني ونداء الأسماء أو إعداد التّقارير وغير ذلك، إلى نظام الإدارة الرّئيسي في موقع مدرسة معين. يعمل LISS إمّا عبر الويب، أو عبر شبكة محليّة، وله تنسيق أبسط.

### معايير أخرى
تعمل SIFA أيضًا بشكل وثيق مع مجلس المعايير الإلكترونيّة لما بعد المرحلة الثّانوية (PESC) وSCORM ومنظّمات المعايّير الأخرى.

### SIF اكسبريس
يتضمّن إصدار SIF 3.2 قائمة SIF اكسبرس وSIF اكسبرس لتبادل سجلات الطلاب (SRE). هذه هي نتيجة العمل الّذي يقوم به مختلف أعضاء الجمعية (البائعون والوكالات والمراكز الإقليميّة) على مجموعة فرعية من المواصفات الّتي تتعامل مع القائمة وحالات الاستخدامات الأساسية أكثر سهولة في تبنيها وتنفيذها.

### خصوصية
بدأ مجتمع الوصول للتعلم مؤخّرًا في تولّي قيادة قويّة في مجال خصوصيّة التّعليم على مستوى العالم. قامت الجمعيّة بإنشاء ودعم منظّمة تسمى اتّحاد خصوصية بيانات الطّلاب، أو SDPC. والعمل بشكل وثيق مع جهود الخصوصيّة الوطنية الأسترالية.
- الوصول إلى مجتمع التعلم
- تكامل تطبيق المؤسسة
- وثيقة قابلة للقراءة آليا
- مبادرة المعرفة المفتوحة
- مقياس سكورم
- نموذج البيانات القياسي
- شيبوليث (إنترنت 2)
- خدمات الويب

## روابط خارجية
- الموقع الرسمي لمجتمع الوصول للتعلم (A4L).
- حول مجلس المعايير الإلكترونية لما بعد المرحلة الثانوية (PESC)